# Color of Your Smile
«Color of Your Smile» —en español: «Color de tu sonrisa»— es un tema interpretado por la banda estadounidense de hard rock Night Ranger y fue compuesto por Jack Blades. Apareció como la segunda canción del álbum Big Life, lanzado por el sello MCA Records en 1987.

## Lanzamiento y contenido
La melodía fue publicada como el tercer y último sencillo de Big Life en formatos de siete y doce pulgadas en el año de 1987, siendo producido por la misma banda y Kevin Elson. La edición comercial numera en el lado B una canción inédita: «Girls All Like It» —traducido del inglés: «A las chicas todo les gusta»—, escrita por Blades y Brad Gillis. En tanto, la versión de doce pulgadas contiene, además de los temas antes mencionados, dos pistas del vídeo Night Ranger Seven Wishes Tour.

## Lista de canciones
Formato de siete pulgadas

| Lado A |                       |              |          |  |
| N.º    | Título                | Escritor(es) | Duración |  |
| 1.     | «Color of Your Smile» | Jack Blades  | 4:12     |  |

| Lado B |                                       |                      |          |  |
| N.º    | Título                                | Escritor(es)         | Duración |  |
| 2.     | «Girls All Like It» (canción inédita) | Blades / Brad Gillis | 3:20     |  |
| 7:32   |                                       |                      |          |  |

Formato de doce pulgadas

| Lado A |                                       |                 |          |  |
| N.º    | Título                                | Escritor(es)    | Duración |  |
| 1.     | «Color of Your Smile»                 | Jack Blades     | 4:12     |  |
| 2.     | «Girls All Like It» (canción inédita) | Blades / Gillis | 3:20     |  |

| Lado B |                                                                                         |                                   |          |  |
| N.º    | Título                                                                                  | Escritor(es)                      | Duración |  |
| 3.     | «When You Close Your Eyes» (canción extraída del vídeo Night Ranger Seven Wishes Tour)  | Blades / Gillis / Alan Fitzgerald | 4:45     |  |
| 4.     | «Don't Tell Me You Love Me» (canción extraída del vídeo Night Ranger Seven Wishes Tour) | Jack Blades                       | 6:31     |  |
| 18:48  |                                                                                         |                                   |          |  |

## Créditos
- Jack Blades — voz principal, bajo y coros.
- Kelly Keagy — voz principal, batería y coros.
- Brad Gillis — guitarra y coros.
- Jeff Watson — guitarra.
- Alan Fitzgerald — teclados y coros.